# ミケランジェロ・アントニオーニ
ミケランジェロ・アントニオーニ （Michelangelo Antonioni, 1912年9月29日 - 2007年7月30日） は、イタリアの映画監督。世界三大映画祭の全てで最高賞を受賞している映画監督である。

## 生涯
1912年9月29日、フェラーラで生まれた。ボローニャ大学を卒業後、地元の新聞に映画批評を寄稿。1940年、ローマに移住。チネチッタで映画製作を学び、後にアントニオーニの作品に携わる数人の映画技術者に出会った。1942年、ロベルト・ロッセリーニの『ギリシャからの帰還』の脚本を執筆し、マルセル・カルネの『悪魔が夜来る』で助監督を務めた。
1947年、短編ドキュメンタリー『Gente del Po』で映画監督としてデビュー。その後も『愛すべき嘘』（1949年）など数本の短編ドキュメンタリーを製作する。1949年、初めての長編となったドキュメンタリー『Ragazze in bianco』を発表した。
1950年、初の長編劇映画『愛と殺意』を発表。1955年、『女ともだち』で長回しによる撮影スタイルを確立。同年のヴェネツィア国際映画祭で銀獅子賞を受賞した。1957年、自身の妻から突然別れを告げられたことをきっかけに、故郷フェラーラを舞台にした『さすらい』を製作。ロカルノ国際映画祭で金豹賞を受賞した。
1960年、『情事』は既存の映画文法とは全く異なる作品であり、第13回カンヌ国際映画祭で上映された際にはブーイングが鳴り止まなかったものの審査員賞を受賞。英国映画協会サザーランド杯も受賞し、アントニオーニの代表作となった。また、同作に出演したモニカ・ヴィッティはこれ以後、アントニオーニのミューズとして欠かせない存在となった。1961年、ヴィッティの他にマルチェロ・マストロヤンニとジャンヌ・モローを起用した『夜』を発表。第11回ベルリン国際映画祭で金熊賞を受賞した。1962年、ヴィッティとアラン・ドロンを配した『太陽はひとりぼっち』を発表。第15回カンヌ国際映画祭で審査員特別賞を受賞した。これら3作品は「愛の不毛三部作」として知られる
1964年、再びモニカ・ヴィッティを主演に迎え、初のカラー作品となった『赤い砂漠』を発表。第25回ヴェネツィア国際映画祭で金獅子賞を受賞した。1966年、イギリスを舞台に、スウィンギング・ロンドンと呼ばれた当時のポップカルチャーを織り交ぜた不条理劇『欲望』を発表。1967年、第20回カンヌ国際映画祭でパルム・ドールを受賞。アンリ＝ジョルジュ・クルーゾーに続いて、世界三大映画祭全ての最高賞を獲得した史上2人目の映画監督となった。
1970年、アメリカを舞台に学生運動やヒッピー文化などを描いた『砂丘』を発表。ピンク・フロイドの音楽とともにラストの爆破シーンが高く評価された。1972年、毛沢東の妻・江青の依頼を受け、文化大革命期の中国を舞台としたドキュメンタリー『中国』を製作。しかし、中国政府にとって都合の悪い描写を含んでいたため、毛沢東夫妻の反発を受け、中国で公開されたのは30年後のことであった。1975年、ジャック・ニコルソンとマリア・シュナイダーを起用した『さすらいの二人』を発表。ラストの7分間もの長回しが話題となった。
1980年、テレビ映画『Il mistero di Oberwald』で16年ぶりにモニカ・ヴィッティを起用した。1982年、映画監督を主人公にした『ある女の存在証明』を発表。第35回カンヌ国際映画祭で35周年記念賞を受賞した。1983年、それまでの功績が讃えられ、ヴェネツィア国際映画祭で栄誉金獅子賞が授与された。
1985年、脳卒中に見舞われ、以後は半身麻痺と言語障害を患う。1995年、ヴィム・ヴェンダースを共同監督に指名し、自身の短編小説を映画化したオムニバス『愛のめぐりあい』を発表。13年ぶりに映画監督として復帰した。同作にはジョン・マルコヴィッチやソフィー・マルソー、ジャン・レノ、ファニー・アルダン、イレーヌ・ジャコブなどが起用された他、『夜』で共演したマルチェロ・マストロヤンニとジャンヌ・モローも出演した。同作は第52回ヴェネツィア国際映画祭で国際映画批評家連盟賞を受賞した。同年、第67回アカデミー賞で名誉賞を受賞した。
2007年7月30日、ローマにて94歳で死去した。同日にはイングマール・ベルイマンも死去している。

### 私生活
1942年、レティツィア・バルボーニと結婚するが、1954年に離婚。1968年、『情事』や『赤い砂漠』など、アントニオーニの6本もの作品に出演し長年パートナーであるモニカ・ヴィッティに、プロポーズしたが、結婚することはなかった。1986年、『ある女の存在証明』に出演したエンリカ・アントニオーニと再婚し、生涯連れ添った。

## 作風・影響
フェデリコ・フェリーニやルキノ・ヴィスコンティなどと並んで、ネオレアリズモ以降のイタリア映画を代表する映画監督として知られる。男女間の愛の不毛、社会に生きる人間の不安や孤独などを描いた作品が多い。1960年代後半からはイギリスやアメリカ、中国といった国外を舞台にした作品も製作した。
テオ・アンゲロプロスやアンドレイ・タルコフスキーなど数多くの映画監督に影響を与えた。ジャン＝リュック・ゴダールは『JLG/自画像』（1995年）の中で「自ら映画となる」として、ジャン・ヴィゴと並んでアントニオーニの名前を挙げている。
ブラジルのミュージシャン、カエターノ・ヴェローゾのアルバム『ノイチス・ド・ノルチ』（2000年）にはアントニオーニに捧げられた曲「ミケランジェロ・アントニオーニ」が収録され、この曲はアントニオーニがオムニバス映画『愛の神、エロス』に提供した短編映画『エロスの誘惑〜危険な道筋』のサウンドトラックでも使用された。

## フィルモグラフィー
特記のない作品は監督のみを担当。

### 長編映画

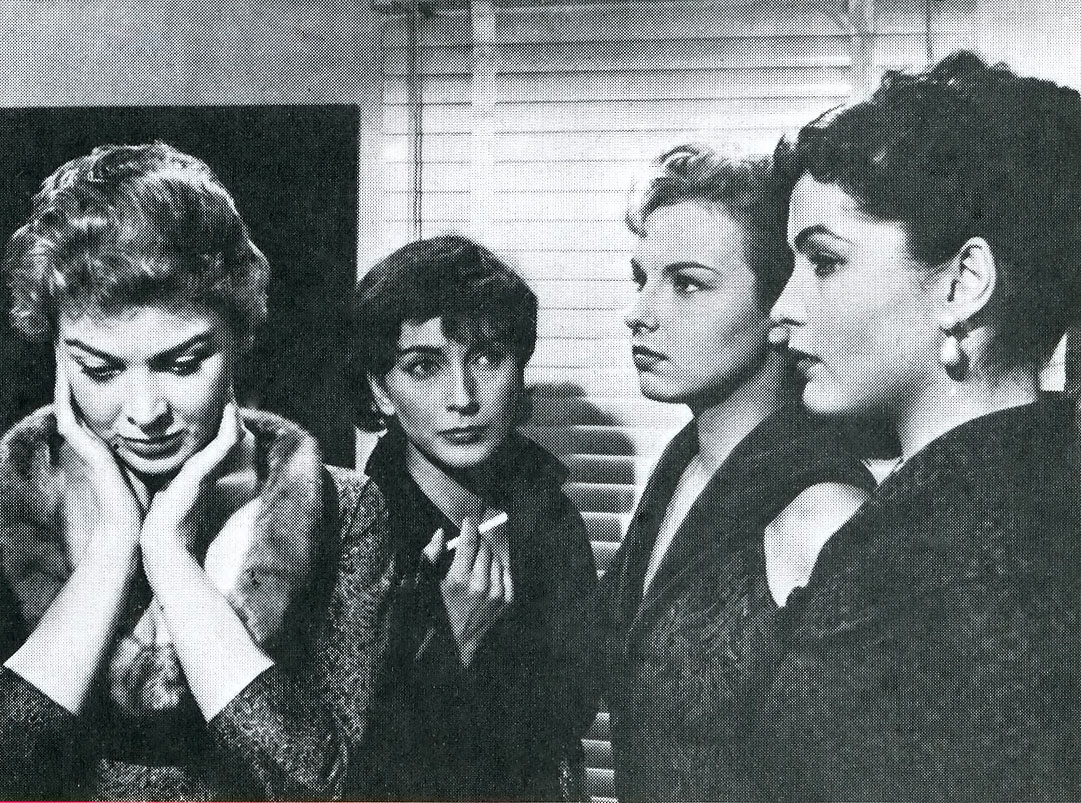
『女ともだち』（1955年）

『さすらい』（1957年）

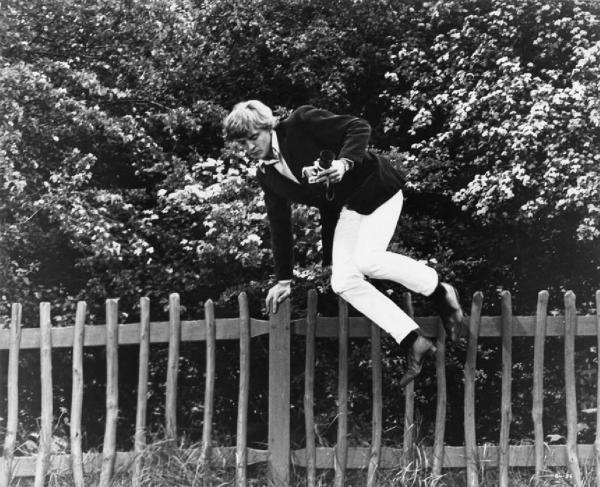
『欲望』（1966年）

- ギリシャからの帰還 （1942年） - 脚本
- Ragazze in bianco （1949年）
- 愛と殺意 Cronaca di un amore （1950年） - 監督・脚本
- 椿なきシニョーラ La signora senza camelie （1953年） - 監督・脚本
- 敗北者たち  I vinti - オムニバス3篇 （1953年）
- 女ともだち Le amiche （1955年）
- さすらい Il grido （1957年） - 監督・脚本
- 情事 L'avventura （1960年） - 監督・脚本・原案
- 夜 La notte （1961年） - 監督・脚本
- 太陽はひとりぼっち L'eclisse （1962年） - 監督・脚本
- 赤い砂漠 Il deserto rosso （1964年） - 監督・脚本
- 欲望 Blow-up （1966年） - 監督・脚本
- 砂丘 Zabriskie Point （1970年） - 監督・脚本・原案
- 中国 Chung Kuo Cina （1972年）ドキュメンタリー
- さすらいの二人 Professione: Reporter （1975年） - 監督・脚本
- ある女の存在証明 Identificazione di una donna （1982年） - 監督・脚本
- 愛のめぐりあい Al di là delle nuvole （1995年） - 監督・脚本

### テレビ映画
- カメリアなしの女性 La signora senza camelie （1953年）
- Il mistero di Oberwald （1980年）

### 短編映画
- Gente del Po （1947年）ドキュメンタリー
- Roma-Montevideo （1948年）
- Oltre l'oblio （1948年）
- N.U. （1948年）ドキュメンタリー
- Superstizione （1949年）ドキュメンタリー
- Sette canne, un vestito （1949年）ドキュメンタリー
- 愛すべき嘘 L'amorosa menzogna （1949年）ドキュメンタリー
- Bomarzo （1949年）ドキュメンタリー
- La funivia del Faloria （1950年）ドキュメンタリー
- 自殺の試み Tentato suicido （1953年） - オムニバス『街の恋』の一篇
- Il provino （1965年） - オムニバス『I tre volti』の一篇
- Ritorno a Lisca Bianca （1983年）ドキュメンタリー
- Kumbha Mela （1989年）ドキュメンタリー
- Roma （1989年） - オムニバス『12 registi per 12 città』の一篇
- Noto, Mandorli, Vulcano, Stromboli, carnevale （1993年）ドキュメンタリー
- Sicilia （1997年）
- ミケランジェロのまなざし Lo sguardo di Michelangelo （2004年）ドキュメンタリー
- エロスの誘惑～危険な道筋 The Dangerous Thread of Things （2004年） - オムニバス『愛の神、エロス』の一篇

## 受賞歴
| 賞                             | 年     | 部門                     | 作品                        | 結果       |
| ------------------------------ | ------ | ------------------------ | --------------------------- | ---------- |
| ナストロ・ダルジェント賞       | 1948年 | ドキュメンタリー映画賞   | 『N. U. - Nettezza urbana』 | 受賞       |
| ナストロ・ダルジェント賞       | 1950年 | ドキュメンタリー映画賞   | 『愛すべき嘘』              | 受賞       |
| ナストロ・ダルジェント賞       | 1951年 | 特別賞                   | -                           | 受賞       |
| ナストロ・ダルジェント賞       | 1956年 | 最優秀作品監督賞         | 『女ともだち』              | 受賞       |
| ナストロ・ダルジェント賞       | 1960年 | 最優秀作品監督賞         | 『情事』                    | ノミネート |
| ナストロ・ダルジェント賞       | 1960年 | 脚本賞                   | 『情事』                    | ノミネート |
| ナストロ・ダルジェント賞       | 1962年 | 最優秀作品監督賞         | 『夜』                      | 受賞       |
| ナストロ・ダルジェント賞       | 1963年 | 最優秀作品監督賞         | 『太陽はひとりぼっち』      | ノミネート |
| ナストロ・ダルジェント賞       | 1965年 | 最優秀作品監督賞         | 『赤い砂漠』                | ノミネート |
| ナストロ・ダルジェント賞       | 1968年 | 外国監督賞               | 『欲望』                    | 受賞       |
| ナストロ・ダルジェント賞       | 1971年 | 外国監督賞               | 『砂丘』                    | ノミネート |
| ナストロ・ダルジェント賞       | 1976年 | 最優秀作品監督賞         | 『さすらいの二人』          | 受賞       |
| ナストロ・ダルジェント賞       | 1983年 | 脚色賞                   | 『ある女の存在証明』        | ノミネート |
| ナストロ・ダルジェント賞       | 1995年 | 生涯功労賞               | -                           | 受賞       |
| ナストロ・ダルジェント賞       | 1996年 | 最優秀作品監督賞         | 『愛のめぐりあい』          | ノミネート |
| ヴェネツィア国際映画祭         | 1955年 | 銀獅子賞                 | 『女ともだち』              | 受賞       |
| ヴェネツィア国際映画祭         | 1964年 | 金獅子賞                 | 『赤い砂漠』                | 受賞       |
| ヴェネツィア国際映画祭         | 1964年 | 国際映画批評家連盟賞     | 『赤い砂漠』                | 受賞       |
| ヴェネツィア国際映画祭         | 1983年 | 栄誉金獅子賞             | -                           | 受賞       |
| ヴェネツィア国際映画祭         | 1995年 | 国際映画批評家連盟賞     | 『愛のめぐりあい』          | 受賞       |
| ロカルノ国際映画祭             | 1957年 | 金豹賞                   | 『さすらい』                | 受賞       |
| カンヌ国際映画祭               | 1960年 | 審査員賞                 | 『情事』                    | 受賞       |
| カンヌ国際映画祭               | 1962年 | 審査員特別賞             | 『太陽はひとりぼっち』      | 受賞       |
| カンヌ国際映画祭               | 1967年 | パルム・ドール           | 『欲望』                    | 受賞       |
| カンヌ国際映画祭               | 1982年 | 35周年記念賞             | 『ある女の存在証明』        | 受賞       |
| 英国アカデミー賞               | 1960年 | 総合作品賞               | 『情事』                    | ノミネート |
| 英国アカデミー賞               | 1967年 | 英国作品賞               | 『欲望』                    | ノミネート |
| 英国映画協会                   | 1960年 | サザーランド杯           | 『情事』                    | 受賞       |
| 英国映画協会                   | 1995年 | BFIフェローシップ賞      | -                           | 受賞       |
| ベルリン国際映画祭             | 1961年 | 金熊賞                   | 『夜』                      | 受賞       |
| ベルリン国際映画祭             | 1961年 | 国際映画批評家連盟賞     | 『夜』                      | 受賞       |
| ダヴィッド・ディ・ドナテッロ賞 | 1961年 | 監督賞                   | 『夜』                      | 受賞       |
| ダヴィッド・ディ・ドナテッロ賞 | 1976年 | ルキノ・ヴィスコンティ賞 | -                           | 受賞       |
| アカデミー賞                   | 1966年 | 監督賞                   | 『欲望』                    | ノミネート |
| アカデミー賞                   | 1966年 | 脚本賞                   | 『欲望』                    | ノミネート |
| アカデミー賞                   | 1994年 | 名誉賞                   | -                           | 受賞       |
| 全米映画批評家協会賞           | 1966年 | 作品賞                   | 『欲望』                    | 受賞       |
| 全米映画批評家協会賞           | 1966年 | 監督賞                   | 『欲望』                    | 受賞       |
| 全米映画批評家協会賞           | 2000年 | 特別表彰                 | -                           | 受賞       |
| カンザスシティ映画批評家協会賞 | 1967年 | 監督賞                   | 『欲望』                    | 受賞       |
| カンザスシティ映画批評家協会賞 | 1967年 | 外国語映画賞             | 『赤い砂漠』                | 受賞       |
| フランス映画批評家協会賞       | 1967年 | 外国語映画賞             | 『欲望』                    | 受賞       |
| ボディル賞                     | 1976年 | 非アメリカ映画賞         | 『さすらいの二人』          | 受賞       |
| ヨーロッパ映画賞               | 1993年 | 生涯貢献賞               | -                           | 受賞       |

## 主な関連出版
- アラン・レネ編『ミケランジェロ・アントニオーニ　世界の映画作家5』キネマ旬報社、1983年
- 石原郁子『アントニオーニの誘惑　事物と女たち』筑摩書房「リュミエール叢書」、1992年
- 『アントニオーニ 存在の証明』 「映画作家が自身を語る」フィルムアート社、1999年

カルロ・ディ・カルロ／ジョルジョ・ティナッツィ編、西村安弘訳
- 『アントニオーニの恋　「愛のめぐりあい」写真集』岸野正彦 写真・解説、求龍堂、1996年
- ミケランジェロ・アントニオーニ『愛のめぐりあい』岡本太郎訳、筑摩書房、1996年
- ヴィム・ヴェンダース『「愛のめぐりあい」撮影日誌　アントニオーニとの時間』

池田信雄・武村知子訳、キネマ旬報社、1996年